# روبرت دواين غرووس
روبرت دواين غرووس (بالإنجليزية: Robert Dwayne Gruss)‏ هو كاهن كاثوليكي أمريكي، ولد في 25 يونيو 1955 في تيكساركانا في الولايات المتحدة.